# Medina-Nunatak
Der Medina-Nunatak (spanisch Nunatak Medina) ist ein Nunatak an der Oskar-II.-Küste des Grahamlands auf der Antarktischen Halbinsel. Er ist einer der zahlreichen Nunatakker auf der Jason-Halbinsel.
Argentinische Wissenschaftler benannten ihn. Der Namensgeber ist nicht überliefert.